# Disuguaglianza di Hardy-Littlewood
In matematica, la disuguaglianza di Hardy-Littlewood, il cui nome si deve a G. H. Hardy e John Edensor Littlewood, stabilisce che se {\displaystyle f} e {\displaystyle g} sono funzioni misurabili reali e non-negative che si annullano all'infinito, e se sono definite sullo spazio euclideo {\displaystyle \mathbb {R} ^{n}}, allora:
{\displaystyle \int _{\mathbb {R} ^{n}}f(x)g(x)\,dx\leq \int _{\mathbb {R} ^{n}}f^{*}(x)g^{*}(x)\,dx}
dove {\displaystyle f^{*}} e {\displaystyle g^{*}} sono i riordinamenti simmetrici decrescenti di {\displaystyle f} e {\displaystyle g} rispettivamente.

## Dimostrazione
Il teorema di rappresentazione della torta a strati di una funzione misurabile reale non-negativa {\displaystyle f} definita su {\displaystyle \mathbb {R} ^{n}} è la relazione:
{\displaystyle f(x)=\int _{0}^{+\infty }\chi _{L(f,t)}(x)\,\mathrm {d} t\qquad \forall x\in \mathbb {R} ^{n}}
dove {\displaystyle \chi _{L(f,t)}} denota la funzione indicatrice dell'insieme di livello {\displaystyle L(f,t)=\{y\in \mathbb {R} ^{n}:f(y)\geq t\}}. Questa rappresentazione segue dal fatto che:
{\displaystyle 1_{L(f,t)}(x)=1_{[0,f(x)]}(t)}
e quindi utilizzando la formula:
{\displaystyle f(x)=\int _{0}^{f(x)}\mathrm {d} t}
Grazie a tale rappresentazione si può scrivere:
{\displaystyle f(x)=\int _{0}^{\infty }\chi _{f(x)>r}\,dr\qquad g(x)=\int _{0}^{\infty }\chi _{g(x)>s}\,ds}
dove {\displaystyle \chi _{f(x)>r}} denota la funzione indicatrice dell'insieme {\displaystyle E_{f}} dato da:
{\displaystyle E_{f}=\left\{x\in X:f(x)>r\right\}}
Analogamente, {\displaystyle \chi _{g(x)>s}} denota la funzione indicatrice dell'insieme {\displaystyle E_{f}} dato da:
{\displaystyle E_{g}=\left\{x\in X:g(x)>s\right\}}
Si ha dunque:
{\displaystyle \int _{\mathbb {R} ^{n}}f(x)g(x)\,dx=\displaystyle \int _{\mathbb {R} ^{n}}\int _{0}^{\infty }\int _{0}^{\infty }\chi _{f(x)>r}\chi _{g(x)>s}\,dr\,ds\,dx}
{\displaystyle =\int _{0}^{\infty }\int _{0}^{\infty }\int _{\mathbb {R} ^{n}}\chi _{f(x)>r\cap g(x)>s}\,dx\,dr\,ds}
{\displaystyle =\int _{0}^{\infty }\int _{0}^{\infty }\mu \left(\left\{f(x)>r\right\}\cap \left\{g(x)>s\right\}\right)\,dr\,ds}
{\displaystyle \leq \int _{0}^{\infty }\int _{0}^{\infty }\min \left(\mu \left(f(x)>r\right);\mu \left(g(x)>s\right)\right)\,dr\,ds}
{\displaystyle =\int _{0}^{\infty }\int _{0}^{\infty }\min \left(\mu \left(f^{*}(x)>r\right);\mu \left(g^{*}(x)>s\right)\right)\,dr\,ds}
{\displaystyle =\int _{0}^{\infty }\int _{0}^{\infty }\mu \left(\left\{f^{\ast }(x)>r\right\}\cap \left\{g^{\ast }(x)>s\right\}\right)\,dr\,ds}
{\displaystyle =\int _{\mathbb {R} ^{n}}f^{*}(x)g^{*}(x)\,dx}